# Iglesia de San Miguel (Sarratella)
La iglesia parroquial de San Miguel de Sarratella, en la comarca de la Plana Alta, es un templo católico, ubicado en la plaza de la Iglesia, catalogado Bien de Relevancia Local según la Disposición Adicional Quinta de la Ley 5/2007, de 9 de febrero, de la Generalitat, de modificación de la Ley 4/1998, de 11 de junio, del Patrimonio Cultural Valenciano (DOCV Núm. 5.449 / 13/02/2007); con el código: 12.05.103-002.

## Historia
El edificio actual de la iglesia parroquial no es el templo originario, ya que el templo primitivo se quedó pequeño para la creciente población de Sarratella y fue sustituido por el actual templo, que se eleva sobre los restos del primero.
Cuando todavía existía el primitivo templo originario, Sarratella no contaba ni con párroco propio, siendo el mismo sacerdote que atendía a la población el mismo que el de la vecina Albocácer. Esta situación se alargó hasta el año 1572, fecha en la que el obispo autorizó a la parroquia a disponer de un prelado propio, cargo que recayó en la persona de Joan Sanos. Se disponía en aquel momento de un templo de dimensiones reducidas, con una planta que presentaba unas tres crujías, separadas por arcos fajones que presentaban un relativo apuntamiento; con una cubierta recta de madera y una puerta de acceso al templo situada en un lateral del templo, con forma de arco de medio punto, y adovelada, que con una gran seguridad contaría con un porche que protegería la entrada al templo.
Con la construcción del nuevo templo, que abarcaría desde antes de mediados del siglo XVIII (1742, a antes de acabar el primer lustro del siglo XIX (1803), se dio origen al templo actual.
Durante el año 2008, en su interior se expusieron piezas de la exposición itinerante “Espais de Llum”, de la Fundación valenciana ‘’La Llum de les Imatges’’, mostrándose dos cálices góticos de un valor incalculable.

## Descripción
El nuevo templo se caracteriza por su sencillez. Presenta planta rectangular de nave única, y cuatro crujías, a las que hay que añadir el presbiterio. Además cuenta con capillas laterales que se comunican entre sí a través de anchos pasillos, y que se encuentran abiertas a la nave mediante arcos de medio punto que descansan en impostas, y presentan como cubierta bóveda de arista.
Su decoración es también ligera, destacando el frontal del altar, en el que hay que destacar la imagen del santo de la advocación a la que se dedica el gtemplo.
Por su parte el exterior es de una gran austeridad, siguiendo los cánones neoclásicos, con formas rectas y materiales típicos de estas construcciones (mampostería y sillares). Presenta un campanario que forma parte de la fachada en los cuerpos iniciales, quedando en solitario solo dos de ellos, una en forma de trapecio (el que se une al resto del templo), y en el que destaca el reloj, y el último cuerpo, que es el cuerpo de las campanas.
Como parte del tesoro parroquial puede destacarse la capa porta viáticos renacentista, confeccionada con un tejido de terciopelo, con decoración en el reverso, con el tema de dos ángeles sujetando un cáliz coronado por el pan eucarístico.